# Evacuação médica

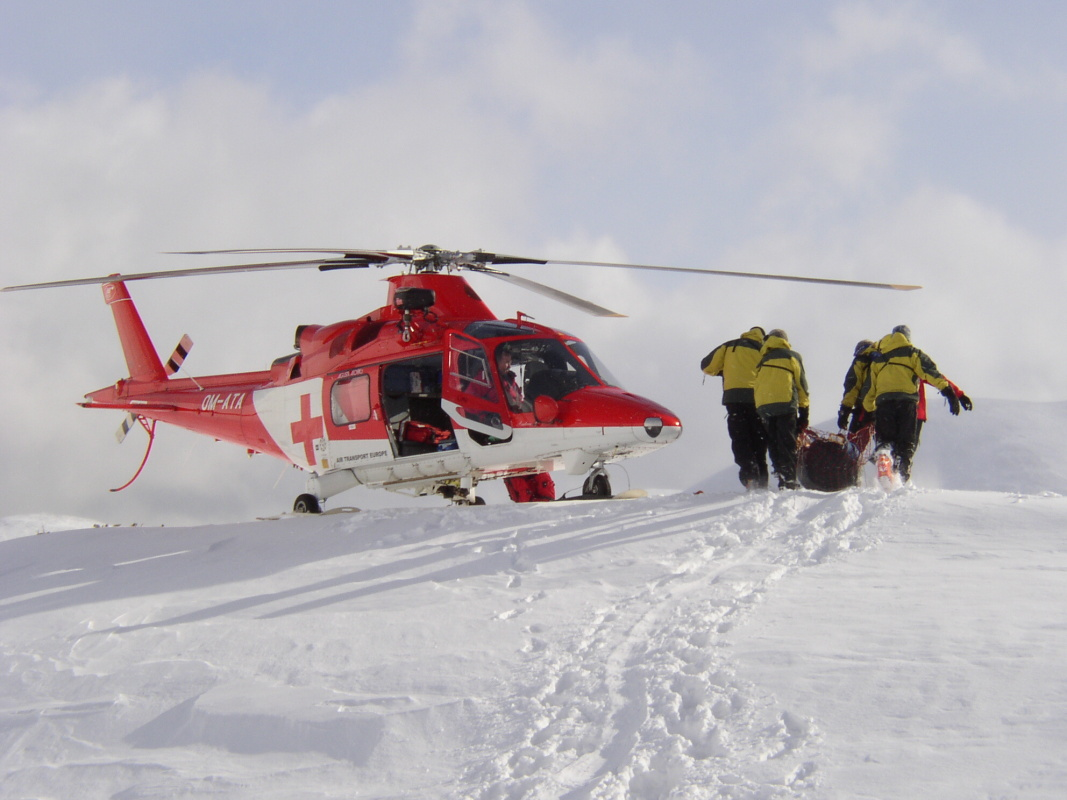
Um helicóptero AW109 evacua um paciente das Montanhas Tatra na Eslováquia.

A evacuação médica, frequentemente abreviada como medevac ou medivac, é o movimento oportuno e eficiente, bem como o cuidado prestado por profissionais de saúde a feridos que estão sendo evacuados de um campo de batalha, a pacientes feridos que estão sendo evacuados do local de um acidente para instalações médicas, ou a pacientes em um hospital rural que necessitam de cuidados urgentes em uma instalação melhor equipada, utilizando ambulâncias aéreas equipadas com recursos médicos, especialmente helicópteros.

## História
O primeiro transporte médico por via aérea foi registrado na Sérvia no outono de 1915, durante a Primeira Guerra Mundial. Um dos soldados doentes nesse primeiro transporte médico era Milan Rastislav Štefánik, um piloto voluntário eslovaco, que foi levado em segurança pelo aviador francês Louis Paulhan.
O Exército dos Estados Unidos usou essa técnica salvadora de vidas na Birmânia, no final da Segunda Guerra Mundial, com helicópteros Sikorsky R-4B. O primeiro resgate de helicóptero foi feito pelo 2.º Tenente Carter Harman, na Birmânia ocupada pelos japoneses, que teve que fazer várias viagens para levar seu Sikorsky YR-4B até o campo de pouso secreto do 1.º Grupo de Comando Aéreo em território inimigo, e em seguida fez quatro viagens entre 25 e 26 de abril para recuperar o piloto americano e quatro soldados britânicos feridos, um de cada vez. A primeira evacuação médica sob fogo inimigo ocorreu em Manila em 1945, quando cinco pilotos evacuaram de 75 a 80 soldados, um ou dois de cada vez.